# Salina (Kansas)
Salina er by og administrationscenter for Saline County i delstaten Kansas i USA. De første indbyggerne var bosættere som beboede bredderne langs floderne Saline og Smoky Hill River i 1956. Byen blev grundlagt to år senere, i 1858, af William A. Phillips.
Indbyggertallet var 47.707 i 2010.
28. februar 2005 var byen centrum for flyveren Steve Fossett og hans forsøg på at flyve verden rundt solo, non-stop og uden tilførsel af brændstof. Fossett afsluttede turen 3. marts 2005, da han landede i Salina efter 67 timer, 1 minut og 10 sekunder.